# Шельпахівський парк
Шельпахівський парк — парк-пам'ятка садово-паркового мистецтва місцевого значення. Об'єкт розташований на території Христинівського району Черкаської області, село Шельпахівка.
Площа — 20 га, статус отриманий у 2000 році.
Охороняється парк, закладений у 1870-1875 роках при садибі пана Чорновського. Дендрологічну основу складають ялина, дуб, сосна.
Також на його території знаходиться Палац Чарновських